# 激進黨
激進黨（法語：Parti radical）是法國的一个政黨。2002年後，激進黨與人民運動聯盟合作，在国民议会支持人民運動聯盟，被視為“總統多數派”联盟的一部分。2017年，激進黨和左翼激進黨合併为激進運動。2021年，激進黨重建。

## 歷史
激進黨成立於1901年，原名為共和激进和激进社会党，是法國现存最古老的政黨。
激進黨最初為左翼共和主义政党，但在1905年工人國際法國支部成立後，轉變路線至中間派。
1958年第五共和後，從此，他們與中間偏右政黨合作，並為1978年法國民主聯盟創黨成員之一。2002年，該黨轉而與人民運動聯盟合作。
該黨來自激進共和主義左翼傳統，支持私有財產制與政教分離。在歐洲議會中，4名激進黨議員加入基督教民主主義的歐洲人民黨。現任黨魁為讓-路易·博洛。

### 早年與全盛期（1901–1919）
在法蘭西第三共和國時期，多次參與聯合政府，以激進共和黨人稱之。

### 第五共和国（1958至今）
戴高樂1958年上台後，與激進黨結盟。激進黨與其他右派組成共和民主聯盟，並持續在国民议会选举中取得優勢，直至1981年社會黨上台為止。

#### 與人民運動聯盟合作
2002年統合之前的戴高樂派，右派的人民運動聯盟成立後，激進黨與人民運動聯盟結盟，並會支持其領導的政府，在國會是中間偏右聯盟成員。

## 延伸閱讀
- Botsiou Konstantina E. "The European Centre-Right and European Integration: The Formative Years," in Reforming Europe (2009) online abstract[永久]
- De Tarr, F. The French Radical Party: from Herriot to Mendès-France (1980)
- Larmour, Peter. The French Radical Party in the 1930's (1964)